# St. Radegund (Górna Austria)
St. Radegund, Sankt Radegund – miejscowość i gmina w Austrii, w kraju związkowym Górna Austria, w powiecie Braunau am Inn. Liczy 588 mieszkańców.
W Sankt Radegund urodził się i mieszkał bł. Franciszek Jägerstätter (1907-1943), męczennik Kościoła Katolickiego.